# Conversations With Friends
Conversations With Friends är en irländsk dramaserie från 2022 vars första säsong består av 12 avsnitt. Serien hade premiär på BBC Three den 15 maj 2022. Serien är skapad av Alice Birch och Meadhbh McHugh och baserad på Sally Rooney bok med samma namn. Serien kommer att visas på SVT Play med start 21 juni 2023.

## Handling
Handlingen utspelar sig i Dublin och kretsar kring bisexuella 21-åriga Frances och hennes bästa vän Bobbi, samt det band de knyter till författaren Melissa och Nick.

## Rollista i urval
- Alison Oliver – Frances Flynn
- Sasha Lane – Bobbi Connolly
- Joe Alwyn – Nick Conway
- Jemima Kirke – Melissa Baines
- Alex Murphy – Philip
- Caoimhe Coburn Gray – Aideen
- Justine Mitchell – Paula Flynn
- Tommy Tiernan – Dennis Flynn
- Kerry Fox – Valerie Taylor-Gates
- Tadhg Murphy – Derek